# 大貝勒多訥峰

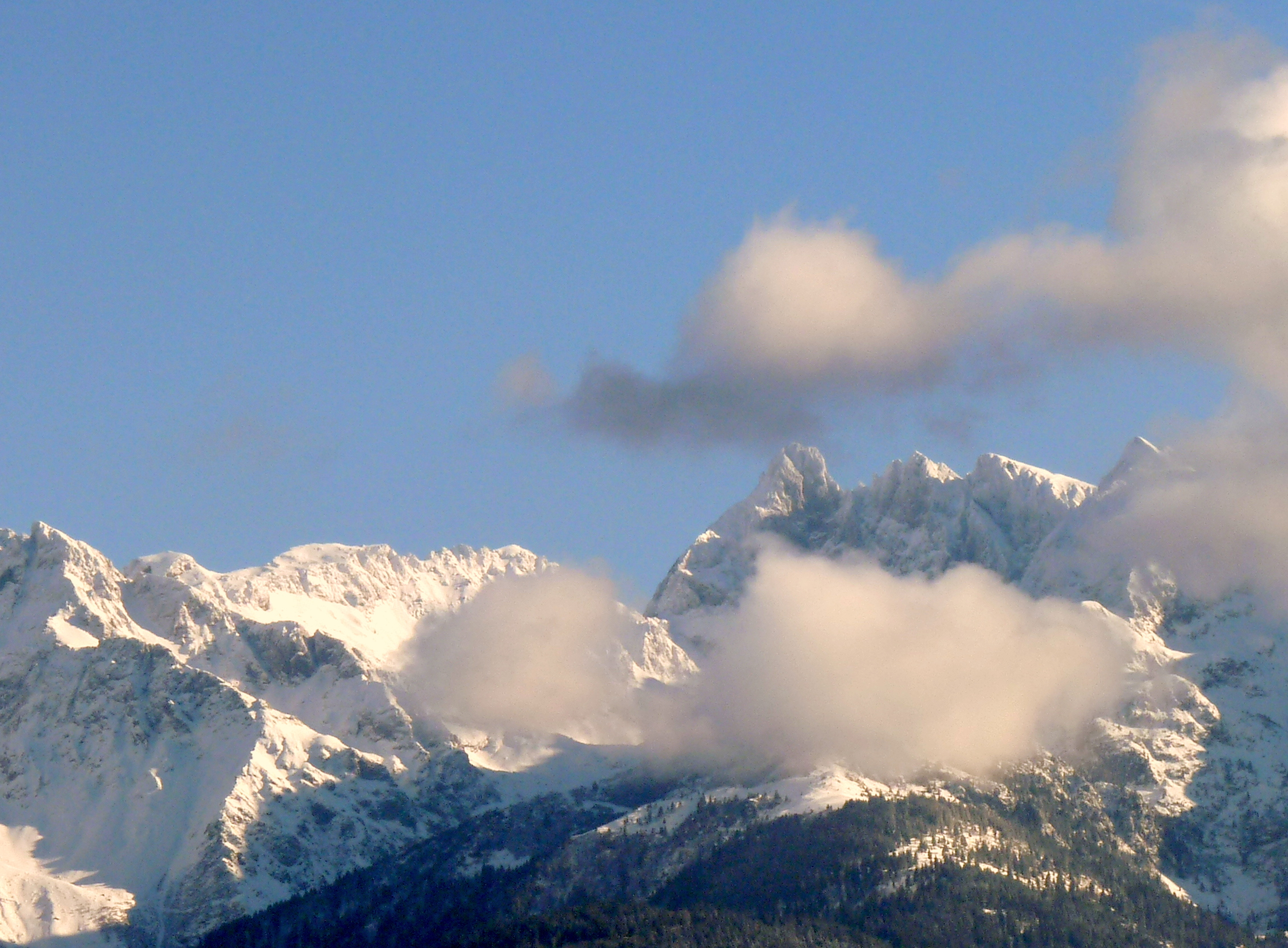

45°10′16″N 5°59′30″E / 45.17111°N 5.99167°E
大貝勒多訥峰（法語：Grand pic de Belledonne），是法國的山峰，位於該國東南部，由伊澤爾省負責管轄，屬於多芬阿爾卑斯山脈的一部分，海拔高度2,977米，人類在1859年8月16日首次登頂。